# Најагара Фолс (Онтарио)
Најагара Фолс (енгл. Niagara Falls) је град у Канади у покрајини Онтарио. Према резултатима пописа 2011. у граду је живело 82.997 становника.

## Становништво
Према резултатима пописа становништва из 2011. у граду је живело 82.997 становника, што је за 1,0% више у односу на попис из 2006. када је регистровано 82.184 житеља.
| 2006.  | 2011.  |
| ------ | ------ |
| 82.184 | 82.997 |